# Acanthinevania australis
Acanthinevania australis är en stekelart som först beskrevs av August Schletterer 1886.  Acanthinevania australis ingår i släktet Acanthinevania och familjen hungersteklar. Inga underarter finns listade i Catalogue of Life.